# 雲龍 (白錆花籃)
雲龍（英語：Dragon in the Clouds Flower Basket（Hanakago））是日本工匠飯塚小玕斎（英語：Iizuka Shōkansai，1919-2004，於昭和57年（1982年）獲得日本重要非物質文化遺產傳承人的認定）於平成二年（1990）製作的白錆花籃型竹編。2017年11月在美国纽约大都会艺术博物馆第五大道日本竹編藝術區進行展覽。

## 简介
日本現代竹編藝術可以追溯到19世紀後期，竹編在日本是功能性和藝術性很好結合的手工藝，普遍帶有東方的美且與生活和茶道相結合。其用材分為白竹（用於建築、茶道、花道），胡麻竹（用於扇子、花器等工藝品用竹），圖面角竹（用於椅子、桌子等），龜甲竹（建築裝飾與工藝用）等。
本件作品白錆花籃（雲龍）由頂尖日本竹編私人收藏家Abbey先生提供展示,該作品外觀呈大型的球形花篮狀，被視為飯塚（英語：Iizuka）家族的代表作品。艺术家将木材从竹林中取出，将其分成两半，然后再将其压扁，使其更柔韧使这些堅硬的竹片可以被改成优美的曲线。作品由數條竹片相互環繞，似雲中神龍。見首不見尾，外形又似莫比烏斯環般，充滿了神秘之美。

## 歷史展出
纽约大都会艺术博物馆，“Abbey先生藏品：日本竹編”展。2017-6-13——2018-2-4